# Sakanoue no Mochiki
Sakanoue no Mochiki (坂上 望城, dates inconnues) est un poète de waka de l'époque de Heian membre de la noblesse japonais. Il est de la famille de Sakanoue no Korenori, un des trente-six grands poètes.
En tant que membre du Nashitsubo no gonin (梨壺の五人), Yoshinobu participe à la compilation du Gosen Wakashū. Il réunit également des lectures kundoku (訓読) de textes issus du Man'yōshū.